# Burning Palace
Burning Palace (deutsch Brennender Palast) ist ein österreichischer Kurzfilm von Mara Mattuschka und Chris Haring aus dem Jahr 2009. In Deutschland feierte der Film am 1. Mai 2009 bei den Internationalen Kurzfilmtagen in Oberhausen internationale Premiere.

## Handlung
Im Hotel Burning Palace tanzen fünf Menschen in pornographischen Posen, wobei nur ihre Schatten diese Deutung zulassen. Der Ausgangspunkt der Geschichte sind ebendiese fünf Personen, die in einer Bar eine Show machen, dieses Hotel bewohnen und ganz unterschiedliche Beziehungsformen zueinander haben. Diese Leute werden nach der Show, sie schlafen bereits, von Pan für die Nacht geweckt und damit auch die Abgründe, die in ihnen stecken. Diese haben oft einen sexuellen Ursprung oder sind damit verwoben.

## Hintergrund
Die Produktion wurde von der Kulturabteilung der Stadt Wien und dem Bundesministerium für Unterricht, Kunst und Kultur (Innovative Film Austria) gefördert.
Burning Palace basiert auf dem Bühnenstück The Art of Seduction, welches Chris Haring für die Biennale 2007 mit dem Thema Body and Eros gemeinsam mit den Performern Stephanie Cumming, Katharina Meves, Anna Maria Nowal, Luke Baio und Alexander Gottfarb entwickelte.
Drehort von Burning Palace ist das Hotel Altstadt im 7. Wiener Gemeindebezirk. Die düstere Atmosphäre des Hotels eignet sich hervorragend zur Umsetzung der Performance. Zu der Auswahl der Räumlichkeiten äußert sich Mattuschka wie folgt:
Ich denke immer an eine Atmosphäre, die die ganze Handlung einbettet und so auch einen Kontext schafft.
Der Titel Burning Palace nimmt Bezug auf Eugène Delacroix’ provokantes Gemälde Der Tod des Sardanapal (La Mort de Sardanapale).
Das Bild zeigt den König auf dem Bett liegend, sein Palast ist von feindlichen Truppen umzingelt und brennt. Er lässt seine Konkubinen ermorden, damit sie nicht in feindliche Hände geraten.
Burning Palace ist für mich ein Sinnbild für den Körper. Der Körper ist unser Palast, den wir vorübergehend bewohnen müssen. Der Körper brennt auch ständig. Energie ist ja nichts anderes als Verbrennungsprozesse.

## Arbeitsweise
Der Kameramann Sepp Nermuth bleibt mit der Kamera meist sehr nah an den Körpern, Gesichtern und Objekten. Dadurch entsteht ein intimer Blickwinkel auf die Körper. Verwendung von Zoom und Weitwinkel und die schnelle Rhythmisierung in der Montage erzeugen zusätzliche Verfremdung der Körper.
Die von Andreas Berger entwickelte, verfremdete Soundscape aus Atmen, Singen und Sprechen erzeugt eine surreale, unheimliche Stimmung und trägt teilweise zur Dekonstruktion von Handlungen, Gesten und Geschehnissen bei oder verstärkt diese.
Mara Mattuschka meint, nicht nur der Sprechakt, auch der Aspekt, dass Sprache selbst materiell wird, sei ein wichtiger Aspekt in Burning Palace. Der direkte Wortlaut sei hier nicht bedeutungstragen. Es gleiche mehr einer Entleerung der Sprache, der Sprechakt vollzieht sich im und durch den gesamten Körper.
Das Verlorensein ist wohl das dominanteste Thema in Burning Palace. Es geht um sehr persönliche Themen, die keinem Menschen fremd sind. Verwirrung, Einsamkeit und Hilflosigkeit. Mattuschkas Arbeiten sind geprägt von ihrer Empathie, sie arbeitet mit großem Feingefühl für Atmosphären, Augenblicke und ihr Gegenüber.
Sie sucht auch stets Assoziationen zur Mythologie. In Burning Palace tauchen beispielsweise Sirenen auf, der griechische Hirtengott Pan ist ebenfalls präsent.
In Deutschland war der Film außer in Oberhausen unter anderem am Filmfestival Münster und bei der transmediale zu sehen, in Österreich bei Vienna Independent Shorts und der Diagonale. Zu weiteren bedeutenden Festivalteilnahmen zählen das London Film Festival, das International Film Festival Rotterdam und das Uppsala International Short Film Festival.

## Analyse einzelner Sequenzen
Träume stehen für die Gegenwelt, die sich gegen das Diktat instrumenteller und zwecksrationaler Abläufe behauptet. In eben so eine Traumlandschaft wurde die Handlung von Burning Palace eingebettet. Im Traum kommen Gefühle zum Ausdruck, die untertags, im Wachzustand unterdrückt werden können. Diese sind aber ganz wichtig. Geheime Leidenschaften, Ängste und verborgene Gefühle treten oft erst im Schlafzustand in Erscheinung. So auch in Burning Palace.
Five dancers journey trough the emotions of Eros, in reality and in the imagination, in mythologie and in the present day. Burning Palace was intended as a film on sexuality – it also turned out to be a film about loneliness.

### Pan weckt die Menschen für die Nacht
Wir sehen wie einer der Darsteller durch die Gänge des Hotels schleicht. Er weckt die Anderen und auch sich selbst auf. Der Mann ist auf dem Bett liegend und gleichzeitig neben seinem Bett stehend zu sehen. Mattuschka meint, die Bewohner würden von Pan für die Nacht geweckt. Das bedeutet, sie erwachen nicht in der realen Welt. Alle scheinen in der gleichen Traumwelt zu erwachen und in dieser gefangen zu sein. Die Rezipienten sind hin- und hergerissen zwischen den unterschiedlichen Perspektiven des Traums. Wie es in Träumen oft der Fall ist, sehen die Protagonisten sich selbst öfters von einer Außenperspektive. Sie schleichen durch die Gänge und belauschen sich selbst. Jede Person ist auf sich selbst und das Gefühl, das in ihr steckt, fixiert. Eine Einfühlung in die Anderen gelingt nicht. Die Protagonisten schwanken zwischen Voyeurismus und Exhibitionismus. Sie stellen ihre eigenen Körper zur Schau und folgen gleichzeitig mit voyeuristischem Blick ebendiesen.

### Frau erkennt ihren Schmerz
Eine der Frauen hört ein Lachen hinter einer verschlossenen Türe. Sie lauscht. Hinter der Türe sehen die Zusehern das andere Ich der Frau. Die Türe könnte auch als Metapher für Innen und Außen stehen. Wir sehen die Frau, die davor steht, von außen. Dahinter verbirgt sich ihr Inneres. Dieses Innere-Ich beschreibt eine Situation, in der es berührt wird. Die Frau berichtet lustvoll von einem unglaublichen Gefühl und taucht immer mehr in diesen Gefühlsrausch ein. Sie beginnt zu stöhnen und verliert sich immer mehr in diesem Gefühl. Doch das Stöhnen wandelt sich zu einem kläglichen Schreien, das tief aus ihrem Inneren kommt. Es scheint, als ob sie die Situation nicht aushalten könnte. Das Gefühl, dass sich entwickelt hat, überwältigt sie. Die Nähe, die plötzlich da ist, ist zu viel für sie. Die Szene kann so interpretiert werden, dass es sich bei der Beschreibung um einen sexuellen Akt handelt. Als es zum Eindringen, nicht nur im Sinne einer Penetration, sondern auch als Zulassen von Nähe kommt, kann sie dem Gefühl nicht standhalten. Ihr Körper windet sich nach allen Seiten. Sie stößt einen verzweifelten Schrei aus. Das Gefühl zerreißt sie beinahe. In der nächsten Einstellung ist zu sehen, wie das Äußere-Ich die Türe kurz öffnet. Die Kamera nähert sich dem Inneren-Ich in Form eines Zooms, aus der Perspektive des Point-of-View des Äußeren-Ichs. Die Rezipienten sind ganz nah an der Person und ihrem Gefühl. Die Frau vor der Türe erkennt den Schmerz und schlägt die Türe hinter sich zu. Diese Handlung zeigt das Verdrängen des Inneren Schmerzes, das Davonlaufen wollen.
In 'Burning Palace' geht es oft um unterdrückte Gefühle, die versuchen, in Zwischenebenen, wie dem Schlaf, auszubrechen.
Etwas später sehen wir eine der Schauspieler auf der Bühne stehen. Sie singt ihren Schmerz hinaus. Vor der Bühne sitzen ein Mann und eine Frau. Das Licht und die Körperhaltung lassen die beiden zerbrechlich wirken. Sie fühlen den Schmerz, der auf der Bühne ausgedrückt wird. Er erinnert sie, an ihren eigenen, persönlichen, inneren Schmerz. Kreischend und wimmernd sitzen sie vor der Bühne. Alle fühlen dasselbe, doch jeder fühlt für sich.

### Sirenen
In einer weiteren Szene stolzieren die drei Frauen mit erhobenen Häuptern einen roten Teppich entlang, Stiegen hinab. Sie wirken stark und selbstsicher. In der Mitte bleiben sie stehen. Es folgt ein Schnitt auf einen sich windenden Mann aus der vorherigen Szene. Es ertönt ein gleich bleibender, betörender Gesang. Lasziv öffnen die Frauen ihre Münder. Mit Hilfe der Montage entsteht ein Bild, indem die Frauen den Mann singend anbeten bzw. anlocken. Dieser windet seinen Körper in einem transparenten Vorhang. Die Frauen kreisen lustvoll ihre Hüften. Das Bild mit dem Vorhang und die darauf folgende Reaktion der Frauen drückt das gegenseitige Begehren aus. Sie wollen von ihm erfüllt sein. Er möchte in ihnen sein. Hierbei geht es nicht nur um sexuelle Wünsche, sondern auch um das Bedürfnis, jemandem auf der Gefühlsebene nahe zu sein. Die Frauen bewegen sich immer schneller. Aus ihren Körpern stoßen hohe Töne hervor. Sie erinnern an die mythologische Figur der Sirene. Sirenen lockten die Männer ebenfalls mit ihrem Gesang an. Die Frauenkörper sind von Begierde gesteuert, sie vibrieren nahezu. Exzessiv reißen sie ihre Kleider vom Leib. Sie sehnen sich nach der Befriedigung ihrer Lust. Wie bereits beschrieben, geht es auch hier stark darum, Gefühle nicht zulassen zu können. Das lustvolle Singen wird zum panischen Kreischen.

### Benutzen des fremden Körpers
Gegen Ende des Films sehen wir, wie sich zwei Frauen auf einem scheinbaren, mit Stoff bedeckten Sitzmöbel räkeln. Bald schon kommen Gliedmaßen zum Vorschein und es wird klar, dass sich ein Mann unter der Stoffdecke verbirgt. Die Frauen wälzen sich lustvoll auf dem Stoff. Sie scheinen sich wohl und geborgen zu fühlen. Zum ersten Mal wirken sie glücklich. Doch als es zur Befriedigung ihres Gefühls kommt, stehen sie auf und lassen die ‚benutzen‘ Körper liegen. Durch den Einsatz der Decke kommt es zu einer Verfremdung des Körpers. Es geht nicht um den Menschen unter der Decke. Der Mann wird wie ein Objekt behandelt, welches nur dazu dient, die Lust der Frauen zu befriedigen. Es handelt sich nicht um einen gemeinsamen Akt der Liebe. Eine Person hat erkannt, was sie braucht, und holt es sich von der anderen. Ob Mattuschka diese Personenkonstellation bewusst gewählt hat, um das vorherrschende Bild von Männern, die Frauenkörper benutzen, zu dekonstruieren, bleibt unklar.
Der zurückgebliebene Mann unter der Decke beginnt das Lied Lonely zu singen. Die Textpassage “I am a soldier, a lonely soldier, away from home …” drückt das Hauptthema des Films sehr gut aus: die Einsamkeit, die Tatsache, dass alle Menschen allein sind und jeder auf sich gestellt. Er ist allein. Für die Partnerin war das Beisammensein befriedigend, doch sein Bedürfnis wurde nicht erfüllt. Er fühlt sich benutzt und einsam.
Man kann nie wirklich in jemanden eindringen. Auch bei einer eventuellen Penetration gleitet man nur an der Oberfläche. Die Haut bildet bloß eine Falte nach innen. Auch wenn man eine Zunge in einen anderen Menschen hineinsteckt, bleibt es trotzdem Außen. so Mattuschka.
In der letzten Szene sehen wir eine Nahaufnahme der dritten Frau. Sie lauscht dem Gesang des Mannes. Vorerst scheint sie neugierig zu sein, doch bald verkrampft sich ihr Gesicht. Sie versucht gegen die Tränen anzukämpfen, die Fassade aufrechtzuerhalten. Immer wieder versucht sie sich zu einem Lächeln zu zwingen. Es gelingt ihr nicht. Die traurige, schmerzverzerrte Fratze bildet das Schlussbild. Der hilflose Blick wendet sich direkt an das Publikum.

### Fazit
Mattuschka zeigt uns in Burning Palace Menschen, die sich hinter einer Fassade verstecken. Sie können das Gefühl von Nähe nicht ertragen und dennoch sehnen sie sich nach nichts mehr als Geborgenheit. Sie sind autonom, stark und unabhängig. Doch umso mehr sie sich diese Stärke beweisen, umso schwieriger wird es für sie, anderen nahe zu sein. Jeder Mensch hat Schwierigkeiten damit, sich Schwächen einzugestehen. Vielleicht ist Burning Palace ein Aufruf an die Menschen, miteinander zu kommunizieren.
Mattuschka hat für die Verfilmung der Performance ein Hotel gewählt. Ein Hotel ist ein flüchtiger Raum. Menschen leben hier nicht permanent. Es kommen immer wieder neue Menschen an diesen Ort. Jeder bringt persönliche Geschichten und Gefühle mit. Das Hotel ist kein persönlicher Ort. Es ist ein Ort an dem unterschiedlichste Menschen mit all ihren Leidenschaften, Ängsten und Träumen für einen bestimmten Zeitraum nebeneinander leben. Ein Hotel ist kein Zuhause. Doch eben danach, nach einem Ort, an dem man sich Zuhause fühlt, sehnen sich die Bewohner dieses Hotels.
Das Großartige an diesem Film ist, dass man ihn immer und immer wieder sehen kann und sich immer neue Dimensionen eröffnen. Die Hauptthemen sind Sexualität und Einsamkeit. Zwei Themen die ganz stark miteinander verbunden sind. Doch darüber hinaus finden sich immer neue Interpretationsmöglichkeiten.

## Kritiken
„Dieses Jahr haben wir uns für einen Film entschieden, in dem körperliche und emotionale Grenzen auf atemberaubende, intelligente und publikumswirksame Weise gleichermaßen überschritten und neu definiert werden. Hervorheben möchten wir die konsequente filmische Umsetzung eines Bühnenstücks mit eindrucksvollen Tänzern. Ton, Bild und Montage sind von einer sinnlichen Qualität, deren kluge Opulenz uns alle beeindruckt hat.“

## Auszeichnungen
Internationale Kurzfilmtage Oberhausen 2009
- Preis der Internationalen Kurzfilmtage Oberhausen